# Гавриловка (Кіровський район)
Гавриловка (рос. Гавриловка) — присілок в Кіровському районі Калузької області Російської Федерації.
Населення становить 204 особи. Входить до складу муніципального утворення Присілок Гавриловка.

## Історія
Від 2004 року входить до складу муніципального утворення Присілок Гавриловка.

## Населення
| 2002 | 2010 |
| ---- | ---- |
| 256  | ↘204 |